# Ambassade du Canada au Burkina Faso
 (avril 2024).
Si vous disposez d'ouvrages ou d'articles de référence ou si vous connaissez des sites web de qualité traitant du thème abordé ici, merci de compléter l'article en donnant les références utiles à sa vérifiabilité et en les liant à la section « Notes et références ».
L'ambassade du Canada au Burkina Faso est la représentation diplomatique du Canada auprès du Burkina Faso. Elle est située à Ouagadougou, la capitale du pays. Son ambassadrice est Tina Guthrie, depuis 2024.

## Ambassade
Cette ambassade est responsable des relations entre le Burkina Faso et le Canada et offre des services aux Canadiens en sol burkinabè. Sa mission s'étend aussi au Bénin, où ne se trouve ni ambassade ni consulat. Ses bureaux sont situés au 316, avenue du Professeur Ki-Zerbo, à Ouagadougou.

## Ambassadeurs

### Auprès de laHaute-Volta
- 1962 - 1962 : Bruce MacGillivray Williams
- 1962 - 1965 : Donald Macalister Cornett
- 1965 - 1966 : Charles Eustace McGaughey
- 1966 - 1968 : Albert Frederick Hart
- 1968 - 1969 : Douglas Barcham Hicks
- 1969 - 1972 : Wilfrid Joseph Georges Charpentier
- 1972 - 1975 : Gilles Mathieu
- 1975 - 1978 : Michel de Goumois
- 1978 - 1980 : Joseph Ernest Gilles Lalande
- 1980 - 1983 : Ernest Hébert

### Auprès duBurkina Faso
- 1983 - 1988 : John Peter Bell
- 1988 - 1991 : Jean-Guy Joseph Bernard Saint-Martin
- 1991 - 1994 : Jean Denis Belisle
- 1994 - 1995 : Suzanne Laporte
- 1995 - 1997 : Louise Ouimet
- 1997 - 2001 : Jules Savaria
- 2001 - 2005 : Denis Briand
- 2005 - 2007 : Louis-Robert Daigle
- 2011 - 2015 : Ivan Roberts
- 2015 - 2017 : Vincent Le Pape
- 2017 - 2019 : Edmond Dejon Wega
- 2019 - 2024 : Carol McQueen
- depuis 2024 : Tina Guthrie[1]